# Veveří (Nové Hrady)

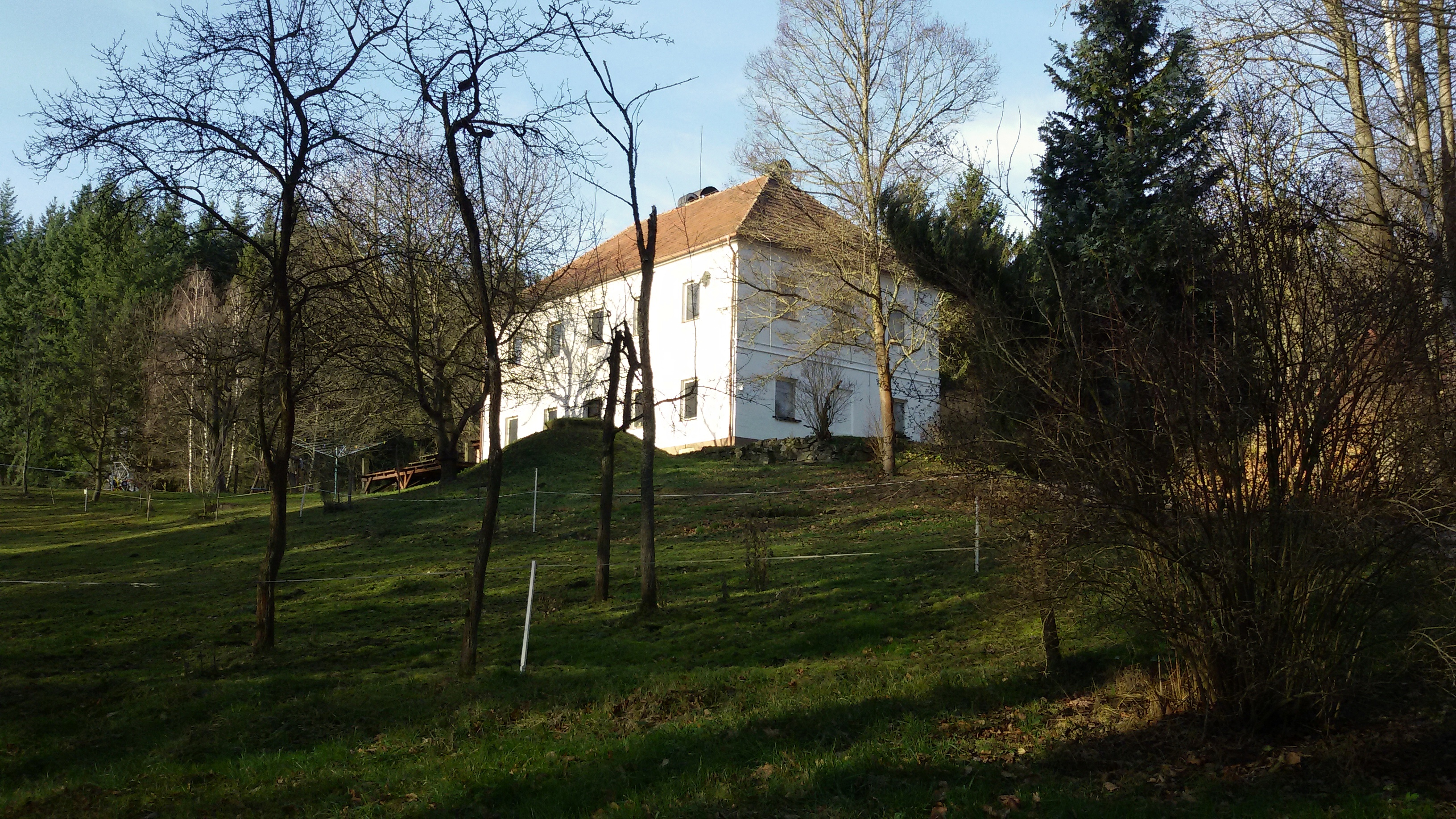
Ehemalige Schule

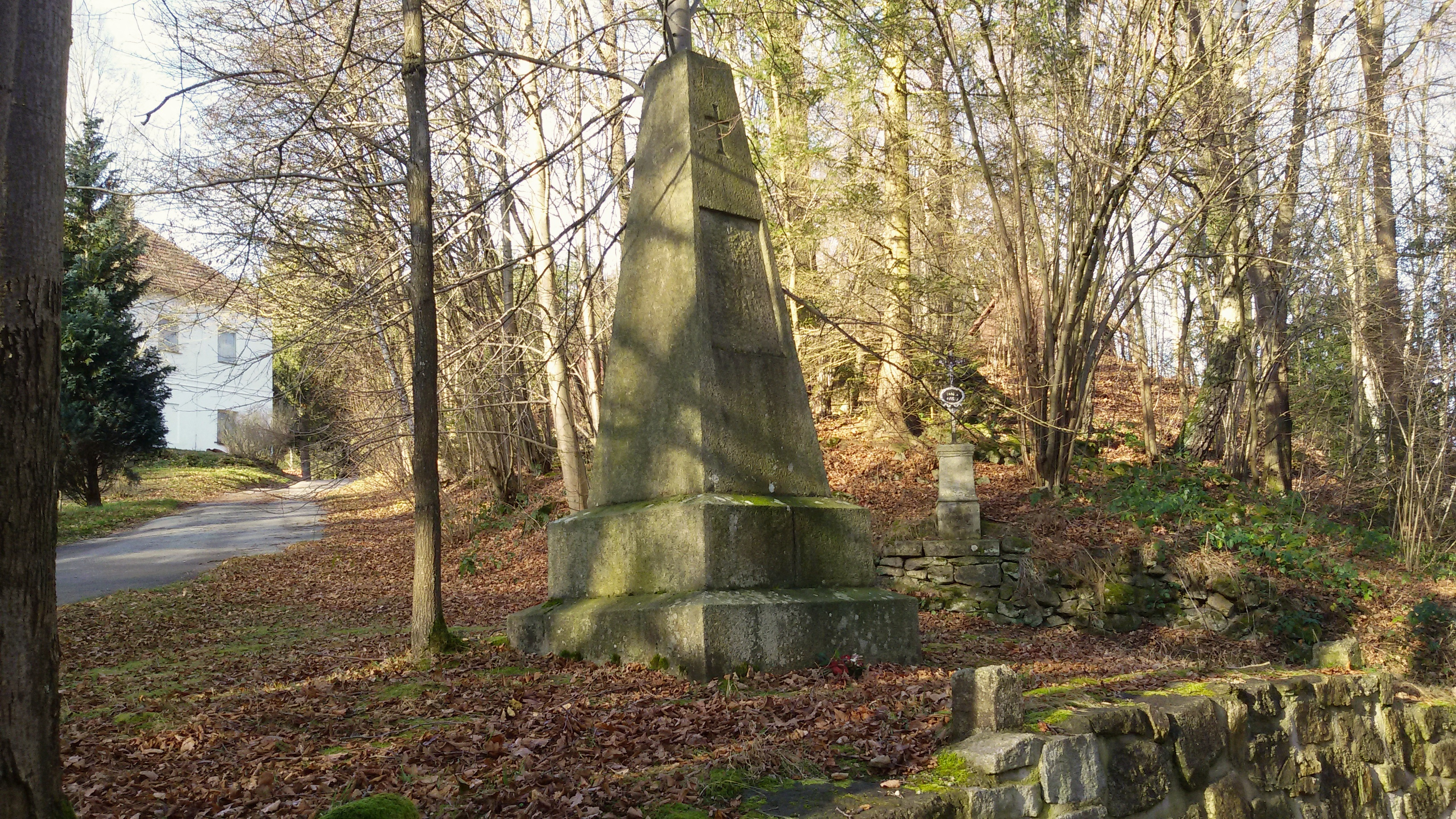
Gefallenendenkmal

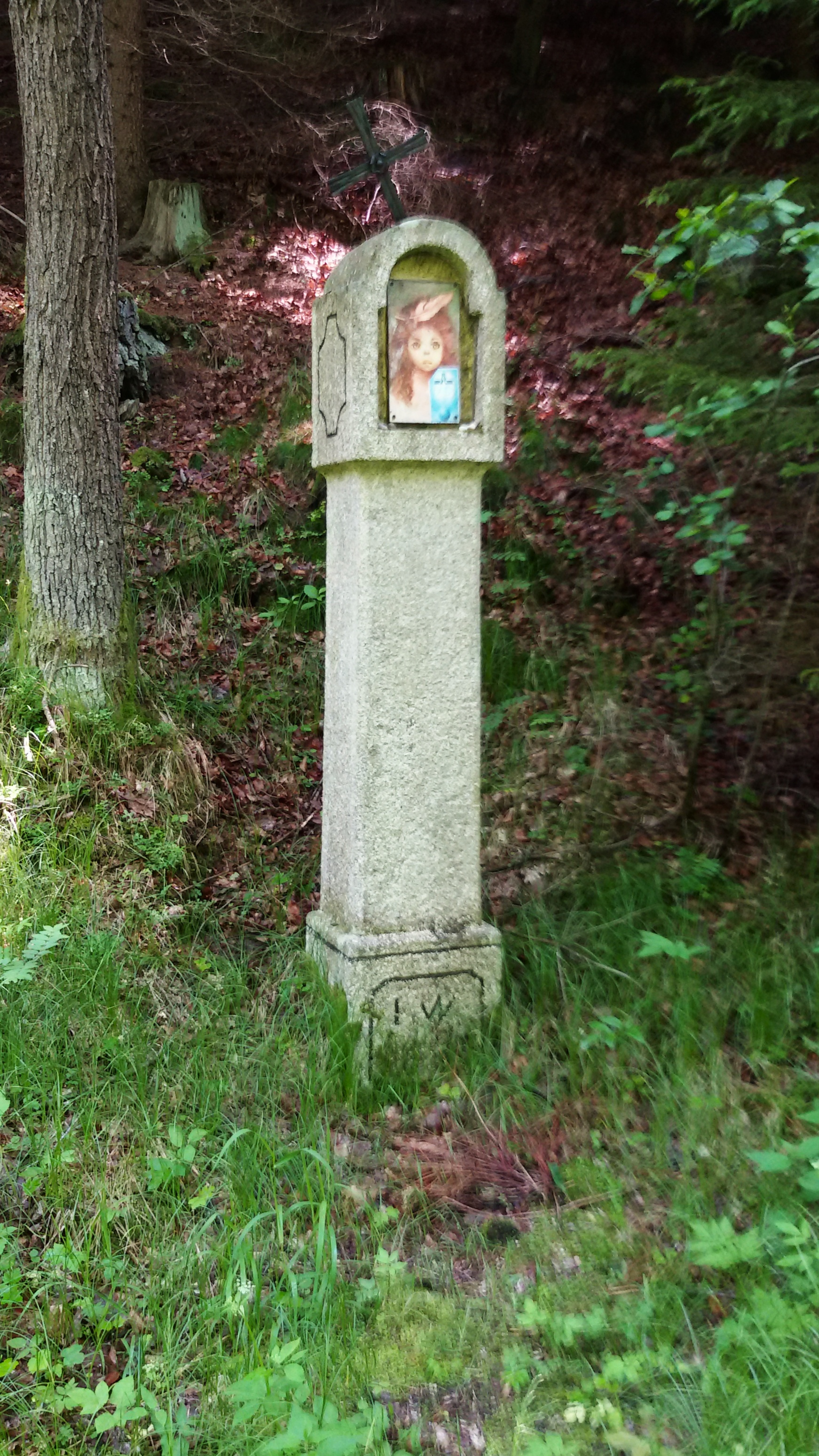
Bildstock

Veveří (deutsch Piberschlag) ist ein Ortsteil der Stadt Nové Hrady (Gratzen) im Okres České Budějovice in Tschechien. Das erloschene Dorf liegt etwa 2,5 km südlich von Nové Hrady im Gratzener Bergland (Novohradské hory) an der österreichischen Grenze.

## Geographie
Das ehemalige Hufendorf Veveří erstreckte sich im Tal des Veveřský potok (Piberschlager Bach). Östlich erhebt sich der Veveří (617 m n.m.). Gegen Osten und Nordosten befindet sich an einem linken Zufluss zum Gratzenbach eine Kaskade von vier Teichen: Veveřský rybník, Hejskův rybník, Přesličkový rybník und Kamenný rybník. Veveří liegt im Naturpark Novohradské hory.
Nachbarorte sind Nové Hrady im Norden, Pyhrabruck im Nordosten, Reinpolz im Osten, Heinrichs bei Weitra, Edenhof, Göllitzhof und Würgelhäusl im Südosten, die Wüstung Jedlice (Göllitz) im Süden, Dlouhá Stropnice (Lang Strobnitz) und Vyhlídky (Egersee) im Südwesten, die Wüstung Mýtiny (Kropfschlag) und Světví (Gschwendt) im Westen sowie Tereziino údolí (Jetzkobrunn) und Údolí (Niederthal) im Nordwesten.

## Geschichte
Piberschlag entstand um einen 1281 erstmals erwähnten Meierhof. Die älteste Nachricht über eine Mühle stammt von 1553. Im Jahre 1564 wurde in Piberschlag durch die Herren von Rosenberg die erste Glashütte auf dem Gebiet der Gratzener Herrschaft gegründet. Nach dem Tod des letzten Rosenbergers Peter Wok ging die Herrschaft 1611 an die Herren von Schwanberg über und wurde wegen deren Beteiligung am Ständeaufstand von 1618 konfisziert. Im Februar 1621 verlieh Ferdinand II. die Herrschaft Gratzen an seinen Feldherrn Charles Bonaventure de Longueval, Comte de Bucquoy. Dessen Sohn Karl Albert de Longueval ließ 1653 die während des Dreißigjährigen Krieges eingegangene Glashütte erneuern. Im Jahre 1788 bestand Biberschlag bzw. Piberschlag aus 29 Häusern. 1818 wurde im Ort eine Schule eingerichtet.
Im Jahre 1840 bestand das im Budweiser Kreis gelegene Dorf Piberschlag bzw. Biberschlag aus 33 Häusern mit 218 Einwohnern. Im Ort gab es eine Schule und ein Wirtshaus. Pfarrort war Gratzen. Bis zur Mitte des 19. Jahrhunderts blieb Piberschlag der Fideikommissherrschaft Gratzen untertänig.
Nach der Aufhebung der Patrimonialherrschaften bildete Piberschlag / Veveří ab 1850 mit dem Ortsteil Göllitz / Jedlice eine Gemeinde im Gerichtsbezirk Gratzen. In den 1860er Jahren erfolgte in der Umgebung von Piberschlag der Abbau von Eisenerz, das in der Gabrielahütte in St. Gabriela / Třebíčko bei Beneschau verarbeitet wurde. 1868 wurde die Gemeinde dem Bezirk Kaplitz zugeordnet. Im Jahre 1869 bestand Piberschlag aus 44 Häusern und hatte 307 Einwohner. 1886 wurde ein neues zweiklassiges Schulgebäude errichtet. Im Jahre 1900 hatte Piberschlag 284 Einwohner, 1910 waren es 279.
Nach dem Ersten Weltkrieg zerfiel der Vielvölkerstaat Österreich-Ungarn, die Gemeinde wurde 1918 Teil der neu gebildeten Tschechoslowakischen Republik. Beim Zensus von 1921 lebten in den 91 Häusern der Gemeinde 431 Personen, darunter 404 Deutsche und neun Tschechen; das Dorf Piberschlag (52 Häuser) hatte 249 Einwohner, in Göllitz (39 Häuser) waren es 182. 1930 lebten in den 54 Häusern von Piberschlag 212 Personen, die Gemeinde hatte 375 Einwohner.
Nach dem Münchner Abkommen wurde Piberschlag im Oktober 1938 dem Deutschen Reich zugeschlagen und gehörte bis 1945 zum Landkreis Kaplitz. 1939 hatte die Gemeinde 331 Einwohner. Nach dem Ende des Zweiten Weltkrieges kam Veveří zur wiedererrichteten Tschechoslowakei zurück. Nach der Vertreibung der meisten deutschen Bewohner wurde die Gemeinde nur schwach mit Tschechen wiederbesiedelt. 1949 erfolgte die Aufhebung des Okres Kaplice und die Umgliederung der Gemeinde in den Okres Trhové Sviny. Zugleich wurden Mýtiny und Světví eingemeindet und der Ortsteil Jedlice aufgehoben. 1950 lebten in den 30 Häusern von Veveří nur noch 61 Personen; Jedlice hatte 10 Einwohner. Wegen der Errichtung des Eisernen Vorhangs wurde Jedlice in den 1950er Jahren gänzlich abgesiedelt. Im Zuge der Gebietsreform von 1960 wurde Veveří nach Nové Hrady eingemeindet und dem Okres České Budějovice zugeordnet. Die Schule wurde 1962 geschlossen und ein Pionierlager eingerichtet. Obwohl Veveří nicht in die Grenz- oder Sperrzone aufgenommen wurde, verließen immer mehr Menschen das Dorf. 1970 war die Einwohnerzahl von Veveří auf sechs geschrumpft. Ab 1. Juli 1980 wurde Veveří nicht mehr als Ortsteil von Nové Hrady aufgeführt. Das Pionierlager wurde nach der Samtenen Revolution zu einem Autocamping umgestaltet. Seit dem 1. August 2000 wird Veveří wieder als Ortsteil betrachtet. Beim Zensus von 2001 lebten in den zwei Häusern von Veveří sieben Personen. 2011 hatte der Ortsteil zwei Einwohner und bestand aus einem Wohnhaus – der alten Schule. Von den übrigen Häusern des erloschenen Dorfes sind noch einige Ruinen und Grundmauern sichtbar.

## Ortsgliederung
Zu Veveří gehört die Wüstung Jedlice (Göllitz).
Der Ortsteil bildet den Katastralbezirk Veveří u Nových Hradů.

## Sehenswürdigkeiten
- Gusseisernes Wegkreuz, errichtet 1888
- Bildstock, geschaffen 1848
- Denkmal für die Gefallenen des Ersten Weltkrieges
- Naturdenkmal Přesličkový rybník, nordöstlich von Veveří um den gleichnamigen Teich
- Naturdenkmal Veveřský potok, Bachlauf von Fuße des Mandlsteins über Jedlice und Veveří bis an die Gemarkungsgrenze mit Nové Hrady